# Загара
Загара — упразднённая деревня в Нязепетровском районе Челябинской области России.
На момент упразднения входила в Шемахинский сельский совет.

## Этимология
Название деревни происходит от ныне вышедшего из употребления слова загара, означающего «зачин, начало поселения».

## История
В 1926 году в деревне проживало 230 человек (46 хозяйств, 104 мужчины, 126 женщин, все русские).
По сведениям 1928 года деревня принадлежала к Михайловскому району Свердловского округа Уральской области.
В 1970 году в деревне проживало 60 человек, работала бригада Межевского совхоза.
Согласно карте 1980 года в деревне проживало примерно 30 человек.
В 1995 году упразднена в связи с выездом населения.

## География
Расположена на берегу реки Арганча, близ деревни Межевая.